# Anita Cerquetti
Anita Cerquetti, née le 13 avril 1931 à Montecosaro, dans la province de Macerata, dans la région des Marches, et morte le 11 octobre 2014  à Pérouse, est une chanteuse d'opéra italienne.
Pendant sa courte carrière, qui ne dure que dix ans, cette soprano s'est presque exclusivement consacrée à la musique de Verdi, Bellini et Rossini. Mise à part une seule représentation vériste dans Loreley de Catalani, le vérisme n'était pas son style. Des propositions lui furent faites pour Tosca, Turandot, Manon Lescaut, à New York, par Rudolf Bing mais elle les refusa. Elle était le prototype de la voix du premier romantisme.

Selon André Tubeuf, 

« son disque officiel de Casta diva, surtout son enregistrement sur le vif de 1958 montrent en Cerquetti tout ce que Callas n'eut jamais, la consistance royale du son, la plénitude hardie de la ligne, et aussi, déjà, par endroits, reflet de l'art magique de Callas, cette impressionnabilité, cette ombre soudaine sur l'inflexion, cette fragilité grandiose inoculée par Callas Déjanire (tunique de Nessus !) qui, avant sa devancière et modèle et rivale, allait la dévorer. »

## Biographie
Anita Cerquetti naît près d'Ancône, dans la province d'où étaient originaires Beniamino Gigli et Franco Corelli. Après sept années d'études de violon, sa voix est remarquée, à l'occasion d'une fête de famille, par l'un des enseignants du conservatoire Morlacchi de Pérouse.
Quelques années d'études vocales supplémentaires, premier prix d'un concours de chant, et la voilà Leonora du Trouvère à Modène, très vite suivie, en 1951, (elle n'avait pas vingt ans) de sa première apparition officielle à Spolète dans Aïda. Le succès est immédiat, impressionnant, tous les théâtres, en Italie, à l'étranger, la réclament, et on la retrouve un peu partout : Florence, Rome, Naples, Vérone, Milan.
En 1953 à Vérone, elle joue dans Aïda, en alternance avec Maria Callas. En 1955 à Chicago, elle interprète Un ballo in maschera avec Jussi Björling et Tito Gobbi. En 1956, elle se produit à Marseille dans Le Trouvère, Aïda, et à Florence dans Don Carlos.
Anita Cerquetti est « prise en main », comme Ponselle, Callas et Tebaldi, par Tullio Serafin et se produit, cette année-là, dans Nabucco aux arènes de Vérone.
En 1957, elle est dans Ernani au festival du Maggio Musicale Fiorentino (Mai musical florentin) puis à Chicago dans un nouveau Un ballo in maschera, Don Carlo à Mexico, puis Le Trouvère et Norma à Philadelphie.
En 1958, on la voit dans la Norma au Teatro massimo Bellini de Catane et dans Il pirata à Palerme. Elle se produit également à la Scala de Milan dans Nabucco, succès extraordinaire avec Bastianini, Nicola Zaccaria, Gianni Poggi, Giulietta Simionato. Elle apparaît enfin dans Norma au Teatro San Carlo de Naples, tandis que Maria Callas est à l'affiche, dans le même rôle, pour l'inauguration de l'Opéra de Rome. Mais souffrante, la Callas ne peut aller jusqu'au bout de la représentation ; c'est ainsi que pour les représentations suivantes, on appelle Anita Cerquetti, qui fait pendant plusieurs semaines la navette entre Naples et Rome. « Ce tour de force la rend célèbre mais nuit à sa santé. » Peu après, à la suite d'une grave opération, en 1961, elle disparaît de la scène. On ne la reverra jamais plus sur une scène lyrique ou dans un studio.
À la fin de sa vie, elle enseigne l’art du chant à Rome, où elle vit avec son mari, Edo Ferretti, et leur fille. Dans Senso de Visconti elle chante le Trouvère ainsi que dans le film de Werner Schroeter Poussières d’Amour.
Anita Cerquetti était de forte corpulence et plutôt statique sur scène, mais la magnificence de son timbre, son chant opulent et nuancé, « la beauté, l'étendue et la puissance de sa voix étaient [tels] qu'elle réussissait par sa seule magie à créer un personnage et à émouvoir profondément le public. » Selon un autre commentateur, elle incarnait un authentique soprano dramatique italien : « sa voix, qui a du corps, de l'ampleur, sa ligne raffinée [...], son art naturel du phrasé exact, sa sincérité d'expression sont autant d'éléments que l'on trouve rarement réunis chez un même chanteur. [...] c'est pourquoi ses rares enregistrements sont si prisés des collectionneurs. »

## Discographie

### Les disques officielsDecca
- Amilcare Ponchielli : La Gioconda, avec Mario Del Monaco, Giulietta Simionato, Ettore Bastianini, Cesare Siepi, direction Gianandrea Gavazzeni, Mai Musical Florentin, 1958 (433 770-2).
- Grandi Voci (440 411-2) : repiquage d'un rare microsillon de 1959 (CD 1994).

### Intégrales d'opéra non officielles
- Verdi : Aïda, avec G. Penno, E. Nicolai, G. Guelfi, Boris Christoff, G. Santini, Naples 24 juillet 1954 (Golden Age of Opera GAO 134).
- Verdi : I Vespri Siciliani, avec Mario Ortica, Carlo Tagliabue, Boris Christoff, direction Mario Rossi, Turin 16 novembre 1955 (Walhall Eternity).
- Rossini : Mosè in Egitto (« Moïse en Égypte »), avec Nicola Rossi-Lemeni, Lazzari, Taddel, direction Tullio Serafin, Rome 27 juin 1956 (EKLIPSE EKR P-10).
- Rossini : Guillaume Tell, avec Dietrich Fischer-Dieskau, Jaja, Modesti, Sardi, direction Rossi, Milan, 5 septembre 1956 (CLAQUE GM 3001/2/3).
- Verdi : Don Carlo, avec Lo Forese, Ettore Bastianini, Siepi, Neri, Fedora Barbieri, Florence 16 juin 1956 (Melodram CDM 370104).
- Verdi : Ernani (Melodram CDM 27016) : Sous la direction de Dimitri Mitropoulos, avec Mario del Monaco, Ettore Bastianini, Christoff, le 14 juin 1957 à Florence.
- Verdi : Un ballo in maschera (« Un bal masqué »), avec G. Poggi, Ettore Bastianini, Ebe Stignani à Florence 6 janvier 1957 (standing Room Only SRO-804-2).
- Verdi : La forza del destino (« La force du destin »), avec M. Ferraro, Protti, Simionato, Christoff, Capecchi, à Rome le 29 septembre 1957 (GAO 174-76).
- Verdi : La forza del destino (« La force du destin »), avec Zaccaria, Corena, Mc Neil, Labo, A. Woodrow, 1958 (HRE 370.3, 33 tours).
- Bellini : Norma, avec Franco Corelli, Miriam Pirazzini, Giulio Neri, Rome 4 janvier 1958. Soirée célèbre qui fit suite au scandale de Rome, Maria Callas, souffrante, ayant refusé de poursuivre la représentation après le premier acte[7] (GOP 722-CD 2).
- Verdi : Nabucco, avec D. Dondi, G.P. Corradi, U. Trama, Hilversum 24 avril 1960 (EKLIPSE EKR P-8).

### Disques récitals non officiels
- Incontri Memorabili de Cetra no 14. (CDMR 5014) Milan Décembre 1956.
- Anita Cerquetti : Portrait of an artist, Legato Classics (LCD 109-1)